# Parc Nacional Los Glaciares
El Parc Nacional Los Glaciares, de 445.900 ha, se situa al sud-oest de la Patagònia a l'Argentina, a la frontera xilena. Aquest parc engloba dos grans llacs d'origen glacial i alguns llacs més petits, així com algunes muntanyes mítiques, com són el Fitz Roy (o Chaltén), de 3.405 m, i el Cerro Torre, de 3.102 m. El 1981 va ser declarat per la UNESCO Patrimoni de la humanitat.

## El Parc
El nom del parc prové de les nombroses glaceres que desemboquen als llacs. Els més coneguts són: la glacera Perito Moreno, d'un incalculable valor escènic, i fàcilment accessible en vehicle des d'El Calafate; la glacera Upsala, la més llarga i vasta de totes (900 km²), la glacera Spegazzini, accessible únicament per via lacustre, i les glaceres Mayo, Onelli i Agassiz, que desemboquen totes al llac Argentino. L'altre gran llac, el Viedma, rep la glacera Viedma, que prové, com totes les altres grans glaceres, del camp de gel patagó sud, d'uns 10.000 km², i fan el més gran casquet glacial continental del globus.
El clima és del tipus oceànic fresc, els vents del Pacífic són freqüents. Aquest clima humit, nevós en altitud, explica el fet que les glaceres Perito Moreno i Spegazzini no estiguin, contràriament a la glacera Upsala, en retrocés, sinó en lleugera progressió, la famosa barrera de gel del Perito Moreno ho demostra d'una forma espectacular.
La flora del parc està dominada pels diferents estatges climàtics, les parts més baixes estan recobertes pel bosc patagó, principalment constituït per Nothofagus, un gènere de faigs, representats amb el lenga i el nyiré. Cal destacar també una espècie de cirerer salvatge, el Nothofagus dombeyi o coihue. Les zones més elevades, a partir de 1.100 m, estan cobertes per l'estepa d'altitud, o tundra, i deixen lloc als gels i la roca nua per damunt dels 1.500 m.
El huemul, cèrvid de l'Argentina, el guanaco, el gat salvatge, la guineu grisa i el puma són els més grans mamífers del parc. Els ocells com el còndor dels Andes, el nyandú de la Patagònia, l'ànec dels torrents i el cauquén hi són habituals.

## Imatges

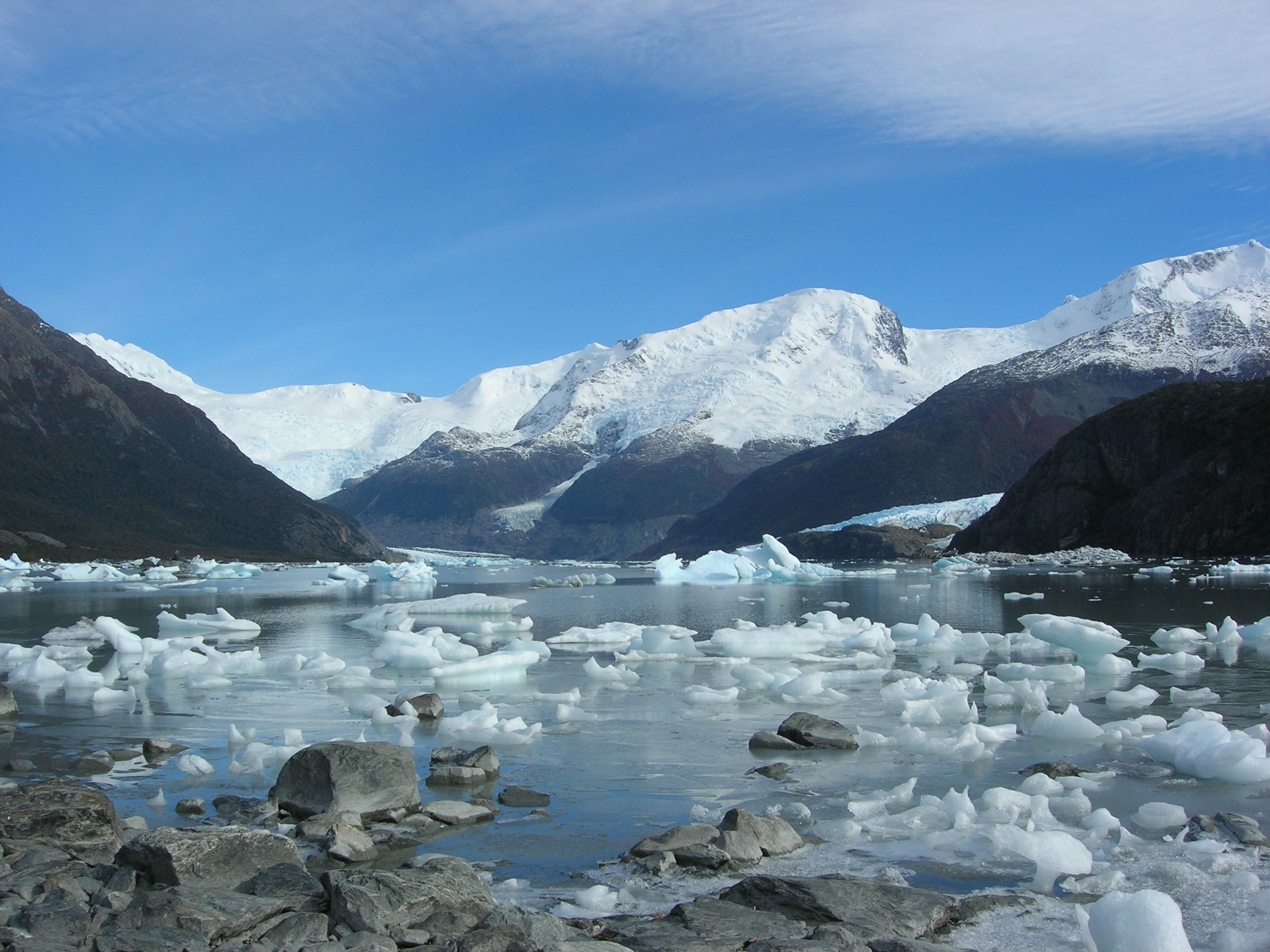
Glacera Onelli
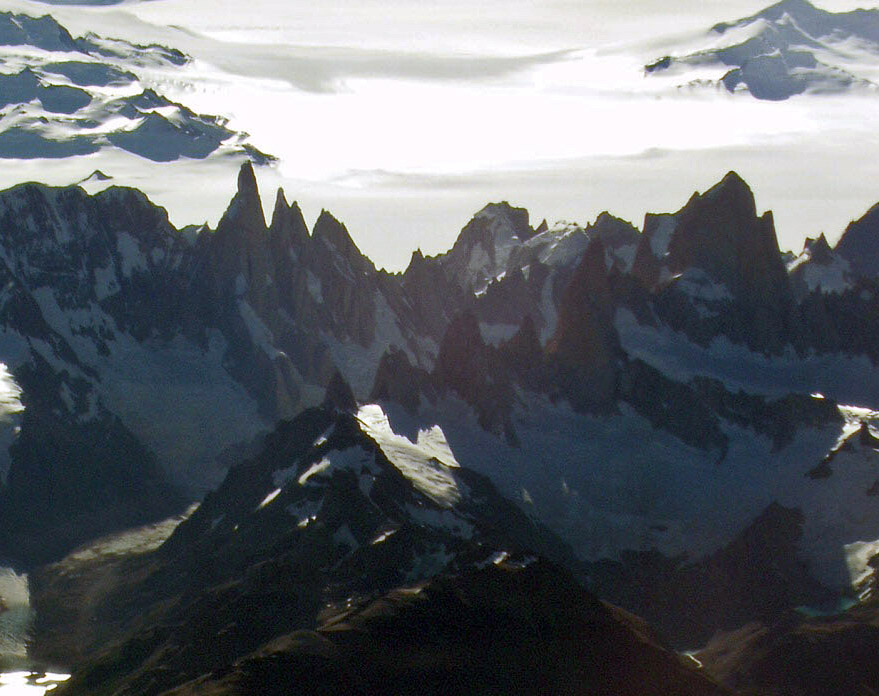
Vista del Cerro Torre (esq.) i del Fitz Roy
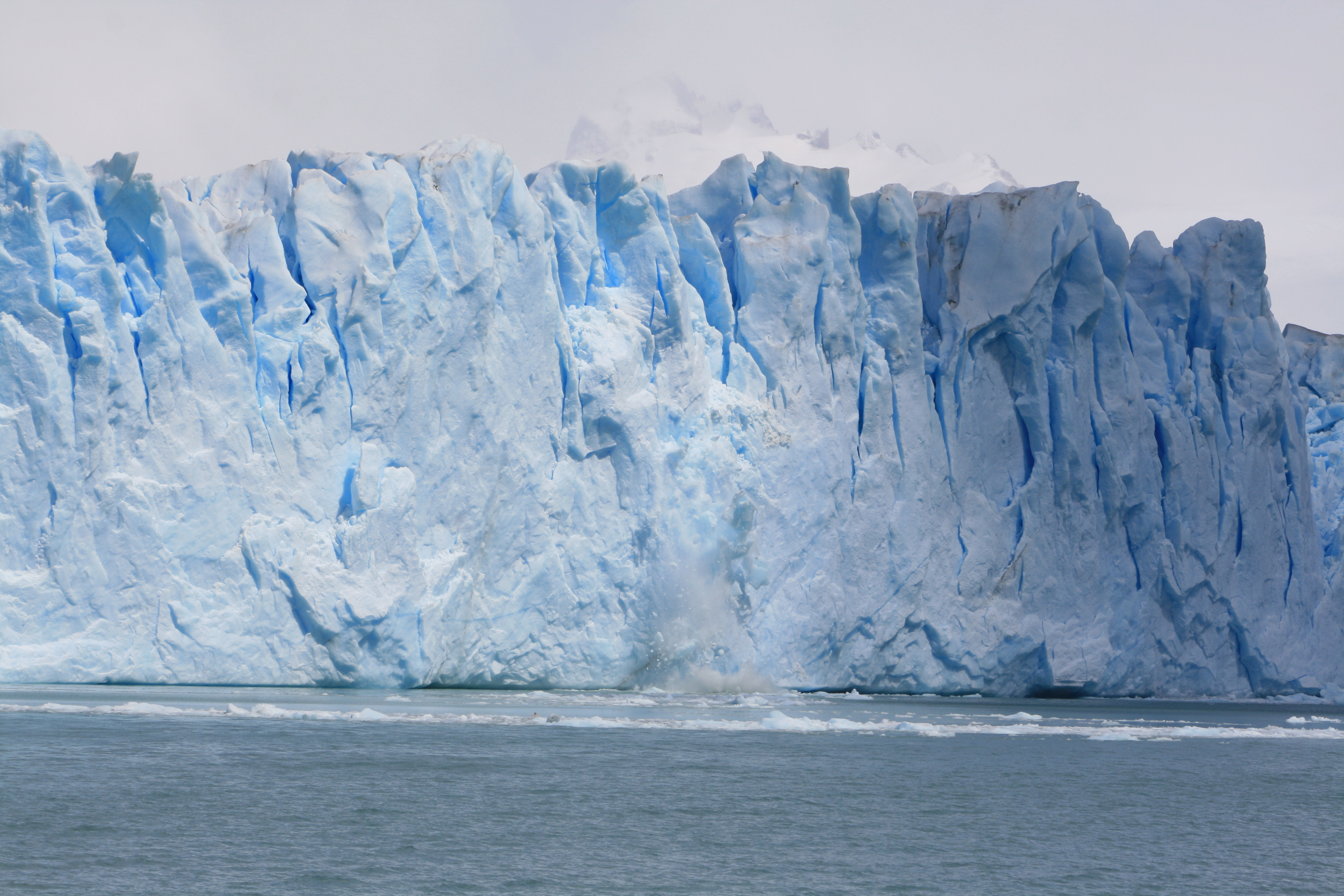
Despreniment a la glacera Perito Moreno
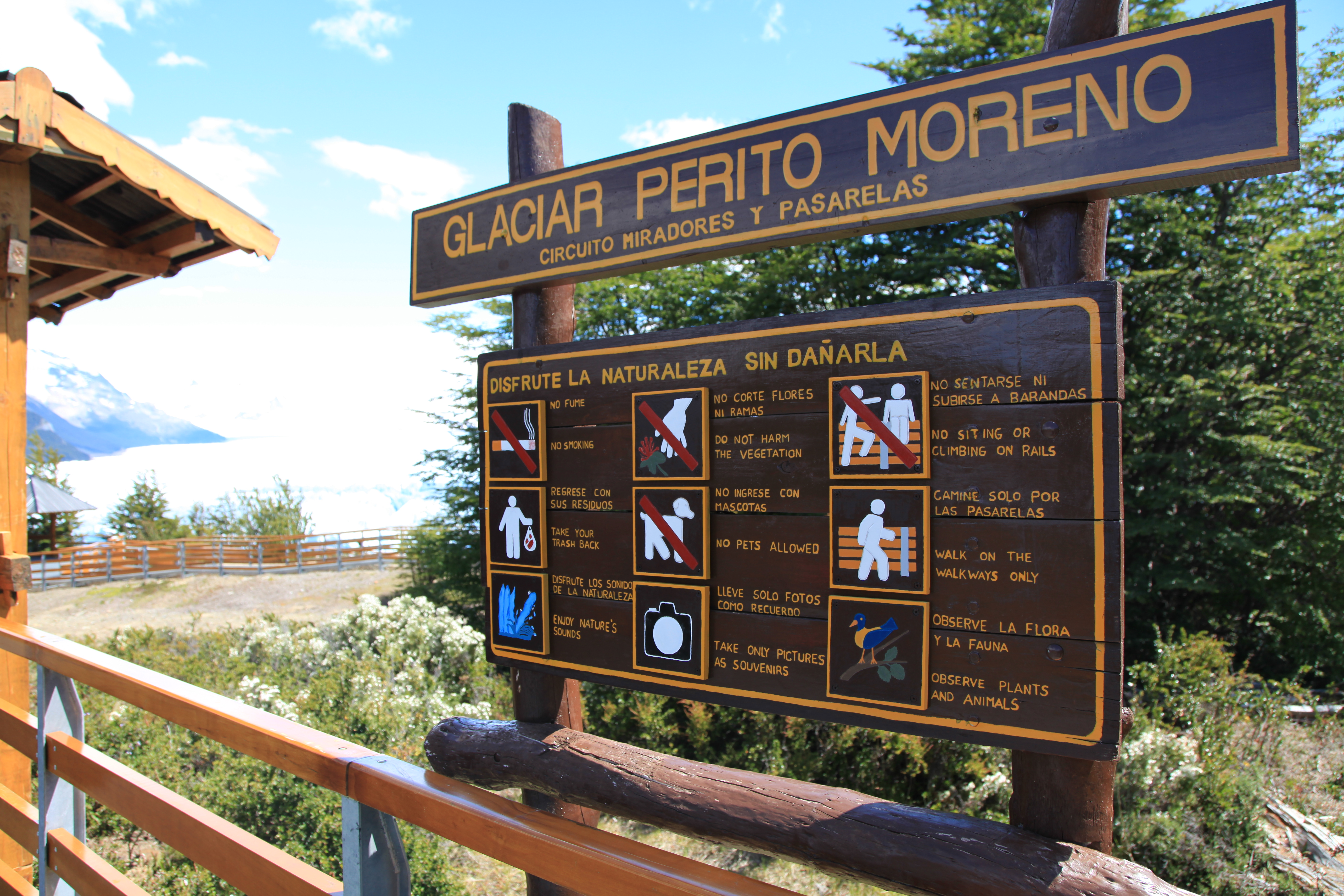
Indicador al Perito Moreno